# Le Coran des historiens
Le Coran des historiens est un ouvrage de recherche et de synthèse historique sur l'Islam et plus particulièrement sur le Coran. Il est publié, en trois volumes, en 2019 par les Éditions du Cerf après cinq ans de travaux. L'ouvrage est décrit comme étant une « somme » des connaissances actuelles en matière d'histoire de l'Islam par plusieurs chercheurs.
Sa rédaction est laissée aux chercheurs, mais elle est dirigée par Mohammad Ali Amir-Moezzi et Guillaume Dye. L'ouvrage comporte des contributions de vingt-huit chercheurs.

## Ouvrage

### Idées générales
Le projet, selon les auteurs, est de « s’occuper du « Coran comme texte » en se fondant exclusivement sur des recherches historiques et philologiques qui se situent en dehors du registre de la croyance ».
L'ouvrage se présente comme une recension et synthèse des différentes hypothèses et découvertes historiques relatives à la naissance de l'Islam, à la naissance du Coran, à son développement, son histoire contextuelle et textuelle, les grands enjeux de ce texte, de sa rédaction, de sa propagation et de sa canonisation en un texte unique.

### Auteurs
En plus de Mohammad Ali Amir-Moezzi et Guillaume Dye, l'ouvrage recense les contributions de vingt-six autres chercheurs, parmi lesquels Muriel Debié, Mehdi Azaiez, Samra Azarnouche, ou François Déroche,.

### Structure
Son caractère encyclopédique et très large mène certains scientifiques à la qualifier de « somme »,,.
Le premier tome, de 1 016 pages en français, revient sur les questions historiques et méthodologiques tandis que le deuxième tome fait une traduction et commentaire filé du texte coranique et que le troisième est consacré à la bibliographie et aux sources utilisées. La totalité des trois tomes dépasse les 3 400 pages,.

### Traductions
La traduction en arabe est en cours.

## Réception

### Milieux scientifiques
Peu après sa publication, l'ouvrage est reçu par les chercheurs comme « faisant date » ou comme étant un ouvrage important en recherche sur l'Islam,,,,. Gavin McDowell, de l'université Laval, décrit le livre de la sorte : 
Le Coran des historiens est une œuvre monumentale de dimensions proustiennes. Présentée comme une « synthèse (ou peut-être : somme) sans précédent dans l'histoire » et également comme « une aventure inédite de l'esprit », quoi que cela puisse signifier, cette œuvre dense peut légitimement revendiquer d'être la première de son genre.
Selon Muhammad Bā'azam, il s'agit de la seule œuvre d'une telle ampleur qui existe. La Plateforme universitaire de recherche sur l’islam relaie la publication du livre. Elle donne aussi l'occasion d'organiser des séminaires de recherche et des séminaires introductifs à l'université Aix-Marseille. L'UNESCO et l'université de Koufa organisent aussi une conférence à propos du livre, tout comme l'Institut des Cultures d’Islam.

### Milieux musulmans
L'université islamique iranienne Ahl Al Bayt conseille la lecture de l'ouvrage et organise, en 2022, un séminaire de recherche qui s'y intéresse. Le Coran des historiens est cité dans le dernier ouvrage de Muhammad Shahrour. Hicham Abdel Gawad considère que cette publication est : « un pas de plus vers la popularisation de l’approche historico-critique chez le grand public, y compris le public musulman ».
Le site arabophone Ahewar signale sa publication et la commente en des termes positifs. Selon le philosophe syrien Hashim Saleh, il s'agit du « livre le plus important du XXIème siècle ». Cependant, un prédicateur chiite iranien critique l'ouvrage et l'accuse de faire partie d'un complot occidental pour détruire l'Islam, à contrario, un écrivain marocain accuse le livre d'être un ouvrage de propagande chiite dirigé à l'encontre de l'Islam sunnite.

### Médias
Radio France présente l'ouvrage dans une émission invitant Mohammad Ali Amir-Moezzi et dans une série d'émissions consacrées au sujet. Une autre émission, sur France Culture, l'invite en compagnie de Muriel Debié et Guillaume Dye.
Le Monde y consacre un article élogieux. Bien que Le Figaro, un journal français conservateur et Libération,, un journal français progressiste, aient accordé des articles au sujet de la publication du Coran des historiens, Riposte laïque, site internet français d'extrême-droite, accuse le livre d'être une « apologie de l'Islam ».

### Ventes et prix
L'ouvrage est un succès commercial en France, se vendant à 12 000 exemplaires dans ses premiers six mois. Il reçoit le grand prix de l'Institut du monde arabe en 2020.

### Autres
Le Roshan Cultural Heritage Institute félicite Mohammad Ali Amir-Moezzi pour la publication de ce livre,.